# Le Pouliguen
Le Pouliguen (bretonisch: Ar Poulgwenn) ist eine französische Kleinstadt mit 4007 Einwohnern (Stand: 1. Januar 2022) im Département Loire-Atlantique in der Region Pays de la Loire. Sie gehört zum Arrondissement Nantes, zum Kanton La Baule-Escoublac und zum Gemeindeverband Presqu’île de Guérande Atlantique.

## Geographie
Die Stadt Le Pouliguen liegt am Atlantik, an der Côte d’Amour ("Liebesküste"), 15 Kilometer westlich der Loire-Mündung.
Der Ort hat einen Bahnhof an der Bahnstrecke Saint-Nazaire–Le Croisic.

### Nachbargemeinden
Umgeben ist Le Pouliguen von den Nachbargemeinden Guérande im Norden, La Baule-Escoublac im Nordosten sowie Batz-sur-Mer im Westen.

## Bevölkerungsentwicklung
| Jahr                       | 1962 | 1968 | 1975 | 1982 | 1990 | 1999 | 2006 | 2014 | 2022 |
| -------------------------- | ---- | ---- | ---- | ---- | ---- | ---- | ---- | ---- | ---- |
| Einwohner                  | 3658 | 3788 | 4276 | 4383 | 4912 | 5265 | 5308 | 4484 | 4007 |
| Quellen: Cassini und INSEE |      |      |      |      |      |      |      |      |      |

## Gemeindepartnerschaften
Mit der britischen Gemeinde Llantwit Major im County South Glamorgan (Wales) und mit der deutschen Gemeinde Kißlegg bestehen Partnerschaften.

## Sehenswürdigkeiten
- Höhle der Korrigans (französisch Grotte des Korrigans)
- Abschnittsbefestigung von Penchâteau, Gallier- und Keltenlager von Penchâteau, Gallierlager seit 1996 Monument historique, Keltenlager seit 1979 Monument historique
- Kapelle Saint-Julien-Sainte-Anne von Penchâteau aus dem 15. Jahrhundert, seit 1925 Monument historique
- Rathaus (Hôtel de ville)

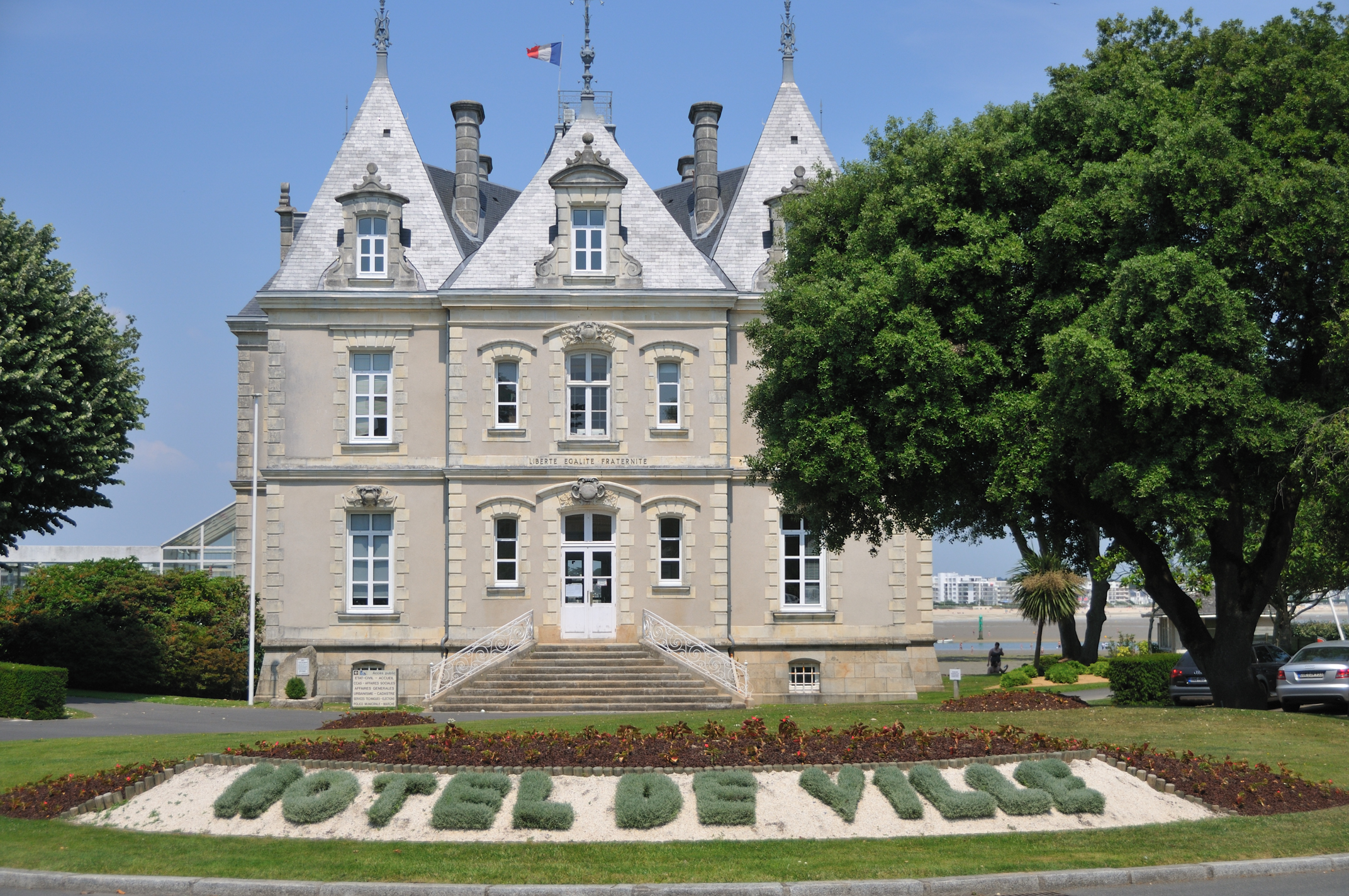
Rathaus
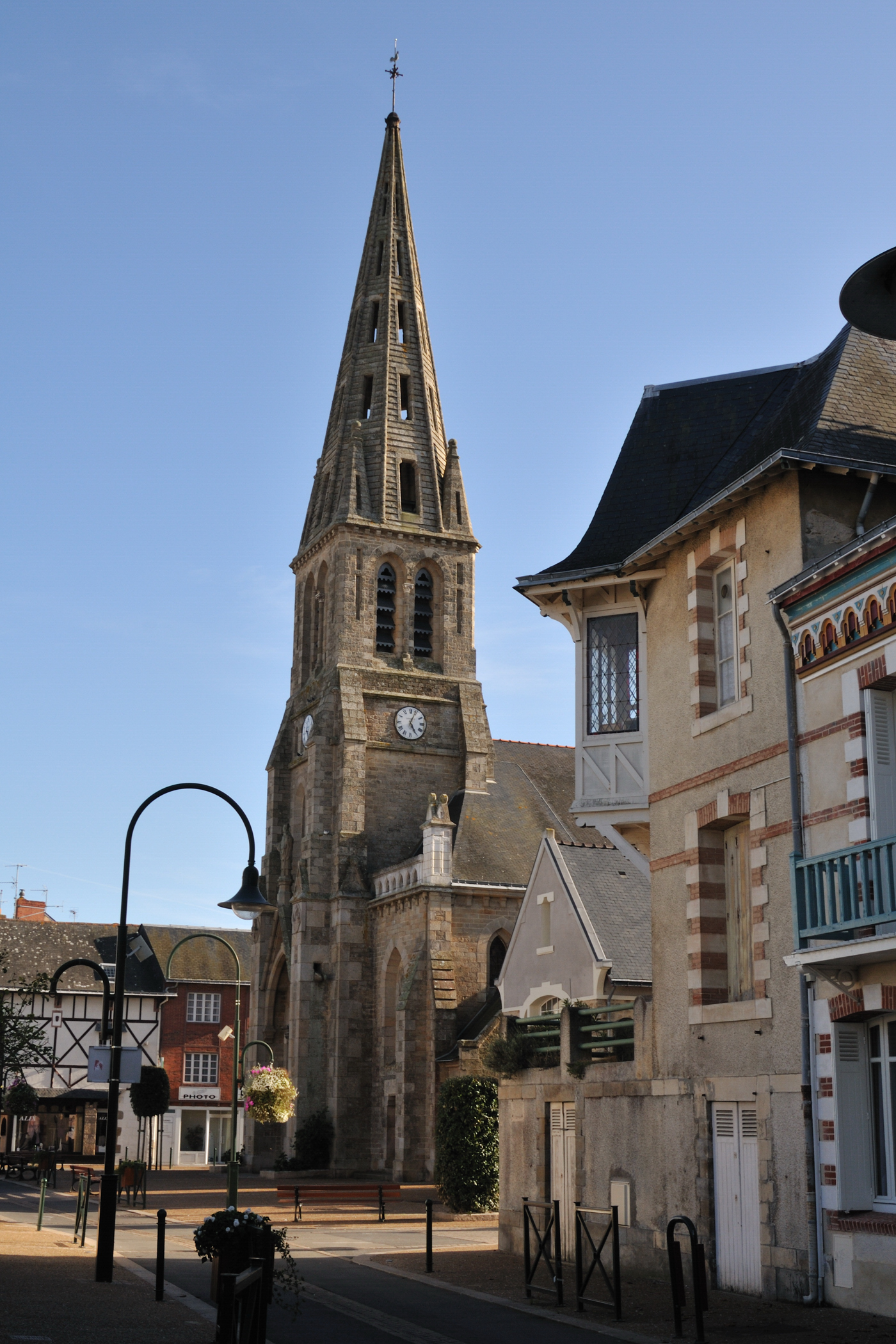
Kirche Saint-Nicolas
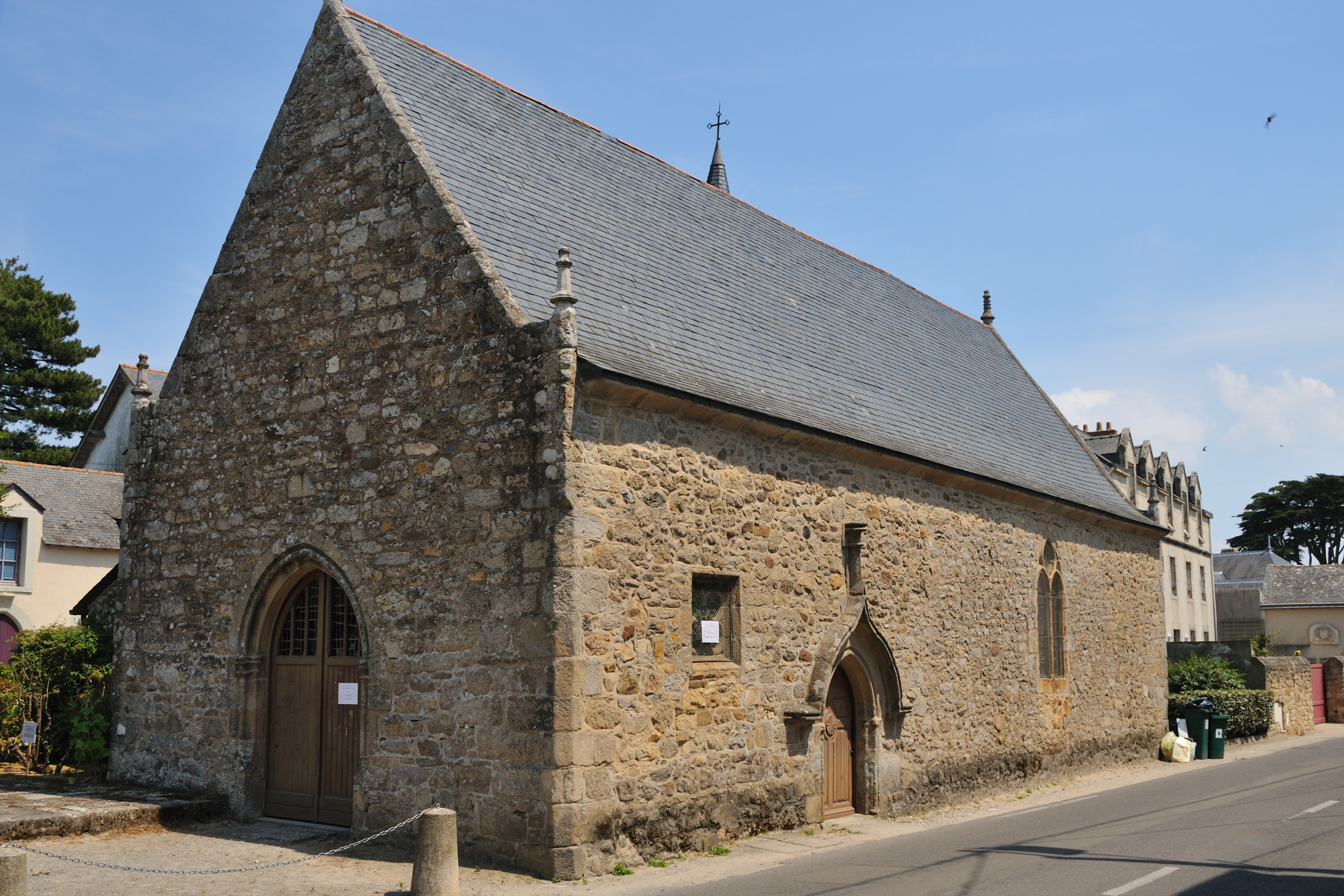
Kapelle Sainte-Anne
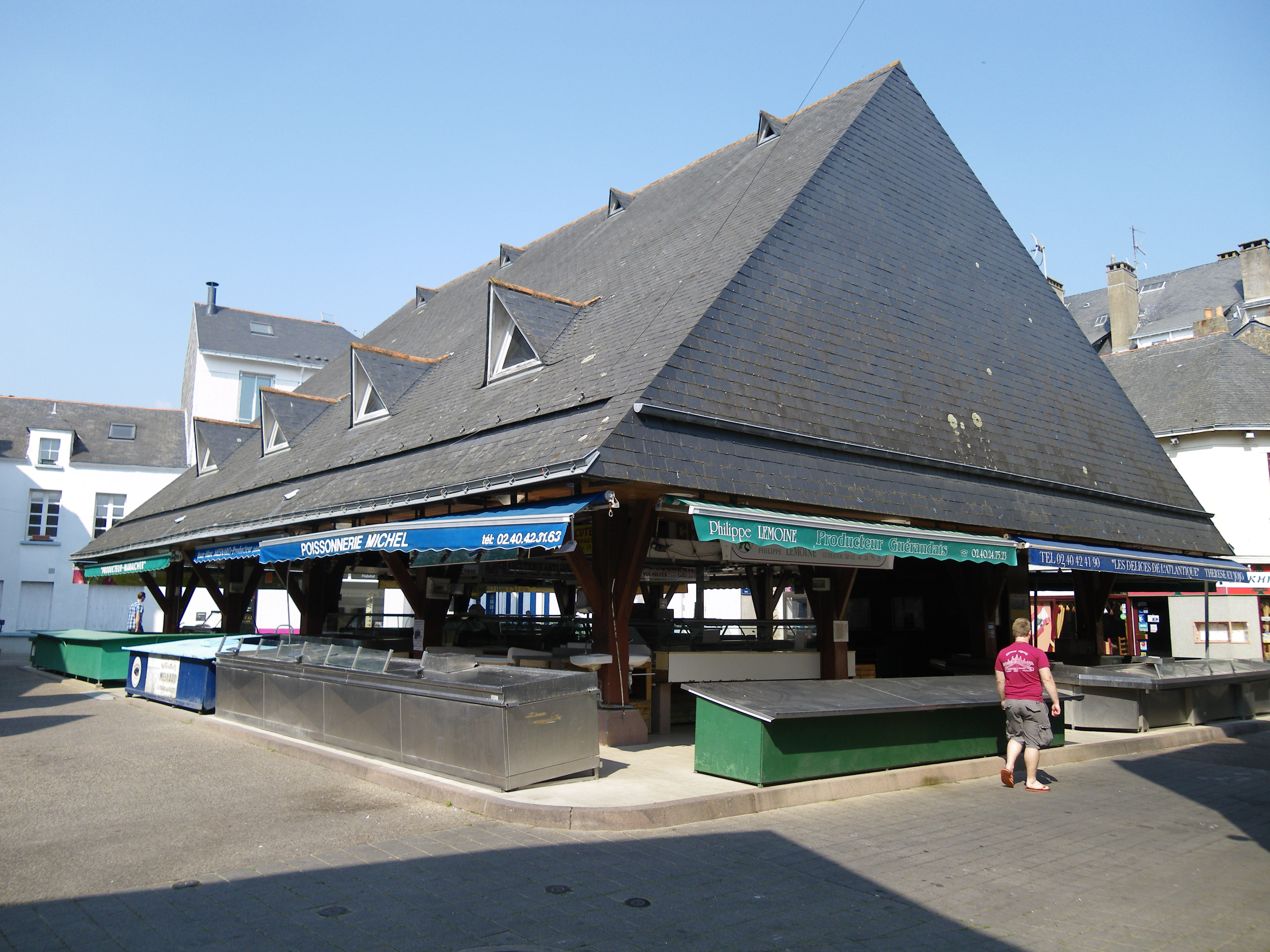
Markthalle
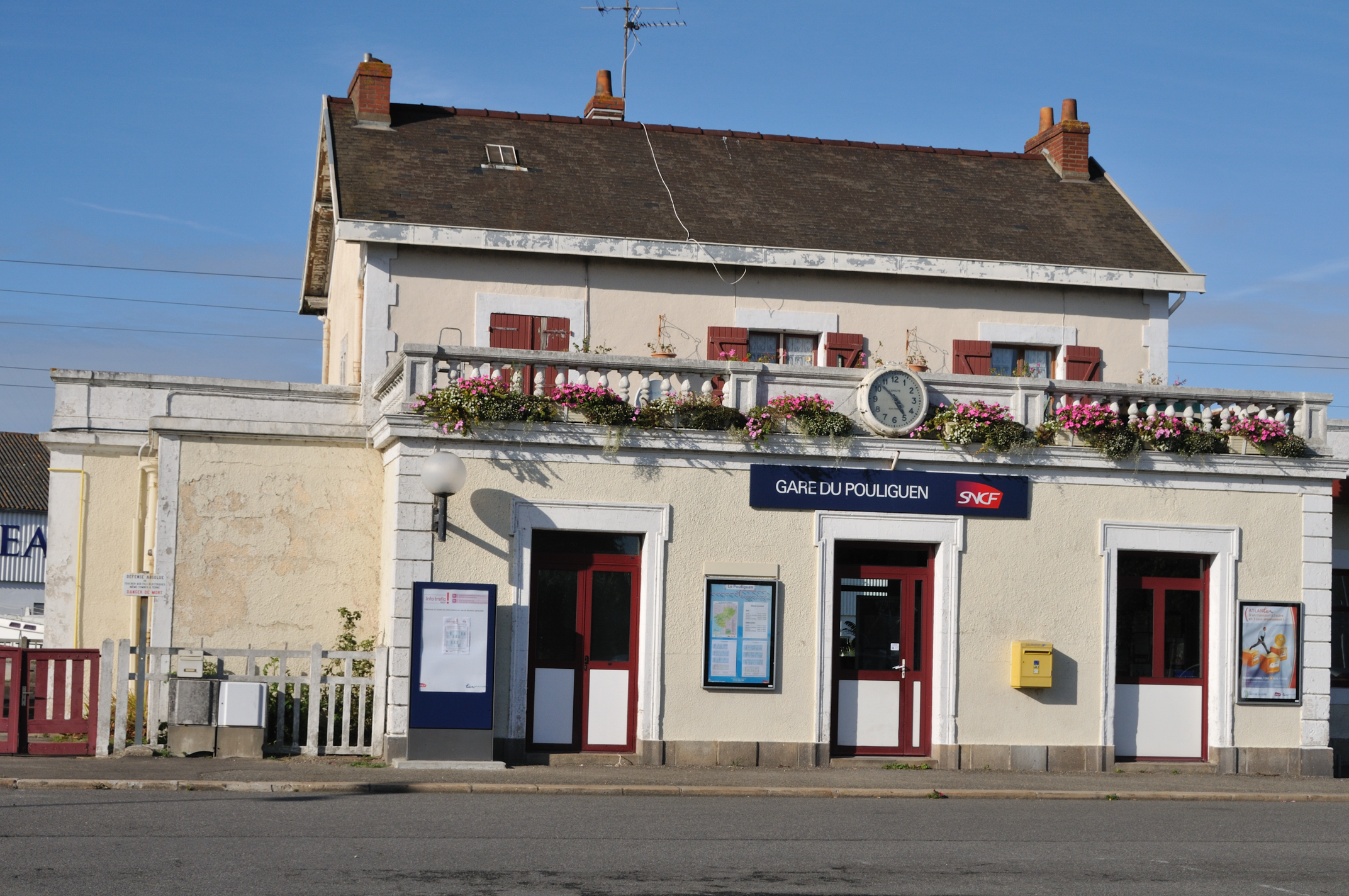
Bahnhof
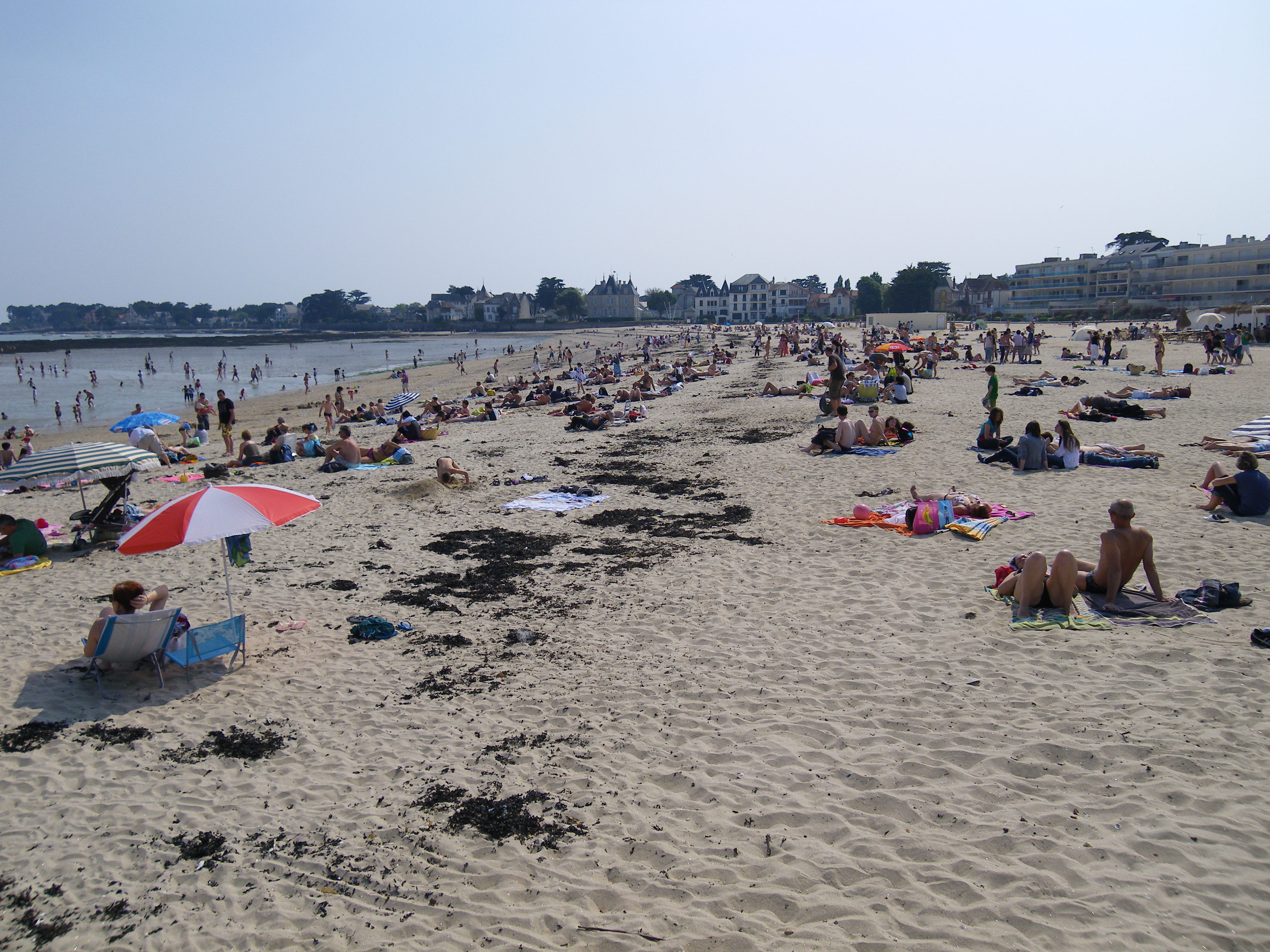
Strand
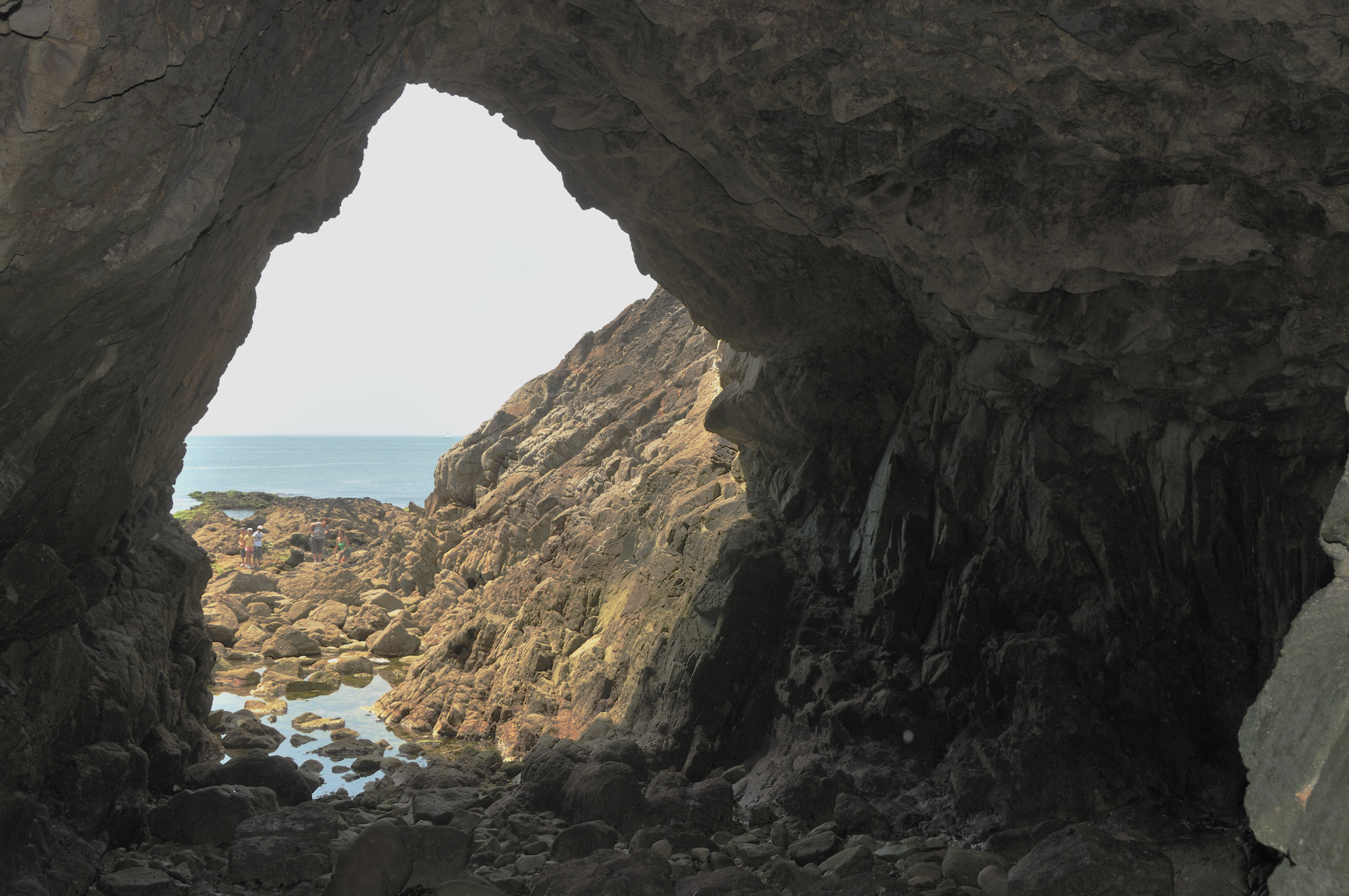
Grotte des Korrigans
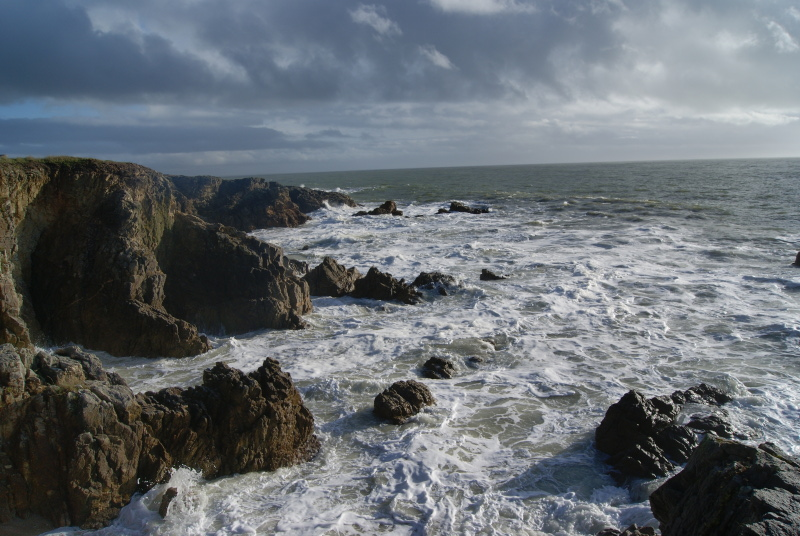
Steilküste